# Quercus tuitensis
Quercus tuitensis är en bokväxtart som beskrevs av L.M.González. Quercus tuitensis ingår i släktet ekar, och familjen bokväxter. Inga underarter finns listade i Catalogue of Life.